# پروژه ماشین‌ها ۲
پروژه ماشین‌ها ۲ (انگلیسی: Project CARS 2) یک بازی ویدئویی در سبک شبیه‌ساز رانندگی است که توسط اسلایتلی مد استودیوز توسعه یافته و به‌وسیلهٔ باندای نامکو انترتینمنت و در سال ۲۰۱۷ و در پلت‌فرم‌های پلی‌استیشن ۴، اکس‌باکس وان، و مایکروسافت ویندوز منتشر شده‌است.